# いわますみえ
いわま すみえ（3月30日 - ）は最高位戦日本プロ麻雀協会所属の女性プロ雀士。東京都出身。

## 概要
桑沢デザイン研究所を卒業後、就職先で麻雀に出会い、退社後たまご組に入る
その後、23期最高位戦プロテストに合格→現在に至る
健康麻雀教室講師およびジャンナビ麻雀オンラインの仕事を生業としている

## 人物
- 趣味はサンマ（三人麻雀）を打つ事・読書。剣道三段
- 最高位戦日本プロ麻雀協会所属　キャッチフレーズ「ドスコイ麻雀」

## 獲得タイトル
- 第2・3期・15期　女流最高位　準優勝
- 第9・10期 女流最高位　第3位
- 第31期 王位戦 第3位

## 出演
雀ナビ麻雀オンライン